# فيكتور بريوخانوف
فيكتور بتروفيتش بريوخانوف (بالأوكرانية: Віктор Петрович Брюханов)‏ (بالروسية: Виктор Петрович Брюханов)‏ (1 ديسمبر 1935 - 12 أكتوبر 2021) كان مدير بناء محطة تشيرنوبيل للطاقة النووية، ومدير المحطة من 1970 إلى 1986.

## مسيرته
ولد بريوخانوف في 1 ديسمبر 1935 في مدينة طشقند بأوزبكستان (في ذلك الوقت كانت جزءًا من الاتحاد السوفيتي). كان الابن الأكبر من بين أربعة أطفال. كان والده يعمل في صناعة الزجاج وكانت والدته عاملة تنظيف. في وقت لاحق أصبح الوحيد من بين إخوته الحاصلين على تعليم عالٍ وحصل على شهادة من قسم الطاقة في كلية طشقند للفنون التطبيقية في الهندسة الكهربائية في عام 1959. بعد التخرج، عُرض عليه العمل في أكاديمية العلوم في أوزبكستان. عمل في محطة أنجرين (Angren) الحرارية للطاقة في المناصب التالية: عامل تركيب مزيل الهواء، وسائق مضخات التغذية، ومساعد سائق التوربينات، وسائق التوربينات، وكبير مهندسي ورشة التوربينات، ومشرف التحول، وأصبح مدير ورشة العمل بعد عام.
في عام 1966، تمت دعوته للعمل في محطة سلافيانسكايا (Slavyanskaya) الحرارية للطاقة. بدأ كرئيس عمال كبير وترقى إلى رتبة رئيس ورشة عمل وأخيراً نائب كبير المهندسين، استقال أخيرًا في عام 1970 لبناء محطة للطاقة النووية في أوكرانيا (التي كانت في ذلك الوقت جزءًا من الاتحاد السوفيتي). كان عضوًا في الحزب الشيوعي السوفيتي منذ عام 1966. بين عامي 1970 و 1986، تم انتخابه مرارًا كعضو في المكتب الإقليمي للجان كييف، وتشيرنوبيل، وبريبيات التابعة للحزب.
التقى فيكتور بزوجته فالنتينا في محطة توليد الكهرباء أنجرين. كانت فالنتينا مساعدة لمهندس توربينات وكان فيكتور متدربًا حديثًا من الجامعة.

### بناء محطة تشيرنوبيل للطاقة
في عام 1970، عرض وزير الطاقة على بريوخانوف مهمة جديدة، وهي بناء محطة طاقة نووية تتكون من أربعة مفاعلات آر بي إم كي على ضفاف نهر بريبيات في أوكرانيا. في البداية، اقترح بريوخانوف بناء مفاعلات الماء المضغوط (PWRs)، لكن هذا القرار قوبل بمعارضة تنص على السلامة والأسباب الاقتصادية الداعمة لبناء مفاعلات آر بي إم كي، والتي تم إجراؤها في النهاية. بتكلفة تقارب 400 مليون روبل، كان بريوخانوف مسؤولاً عن بناء المفاعلات من الصفر. نظرًا لعدم وجود أي شيء في الجوار، سيحتاج إلى إحضار المواد والمعدات إلى موقع البناء. نظم قرية مؤقتة، عرفت باسم «ليسنوي»، وبنى مدرسة. في عام 1970، انضمت إليه زوجته وابنته البالغة من العمر ست سنوات وابنه الرضيع في ليسنوي. بحلول عام 1972، انتقلوا إلى مدينة بريبيات الجديدة.
أثناء البناء، تم تفويت المواعيد النهائية بسبب ضيق الجداول الزمنية ونقص معدات البناء والمواد المعيبة. بعد ثلاث سنوات من تولي منصب المدير، لم يكتمل المصنع بعد. عرض الاستقالة، لكن استقالته مزقت من قبل المشرف المعين من قبل الحزب من وزارة الطاقة في يوليو 1972. في 1 أغسطس 1977، بعد عامين من الموعد المخطط له وبعد أكثر من سبع سنوات من بدء التخطيط والبناء، بدأ تشغيل أول مفاعل لمحطة تشيرنوبيل للطاقة. في الساعة 8:10 مساءً من يوم 27 سبتمبر من العام نفسه، مرّت الكهرباء النووية الأوكرانية الأولى عبر 110 و 330 كيلو فولت وعلى شبكة الكهرباء السوفيتية.
أشرف بريوخانوف على الاستجابة لتلف عنصر الوقود في المفاعل 1 في 9 سبتمبر 1982، عندما تم تنفيس البخار الملوث في الغلاف الجوي. كانت الملوثات المشعة قد انتشرت على بعد أربعة عشر كيلومترًا من المصنع ووصلت إلى بريبيات، لكن السلطات قررت أنه لا ينبغي إبلاغ الجمهور، وأن التطهير كان ضروريًا فقط على أساس النبات نفسه.
أصبح المفاعل 4 جاهزًا للعمل في ديسمبر 1983.

#### الكارثة
في 26 أبريل 1986، دعا رئيس القسم الكيميائي بريوخانوف للإبلاغ عن حادث في المحطة. لم يتم إبلاغه بحدوث محاولة أخرى لاختبار المتهدمة في تلك الليلة. بينما كان في حافلة تمر من كتلة المفاعل الرابع، أدرك بريوخانوف أن الهيكل العلوي للمفاعل قد اختفى. وأمر جميع السلطات بالاجتماع في المخبأ النووي في الطابق السفلي من مبنى الإدارة. حاول بريوخانوف الاتصال بمشرف التحول ولكن لم يكن هناك إجابة في كتلة المفاعل الرابع. ثم قام بتنشيط حادث إشعاع عام على نظام الهاتف الآلي، والذي أرسل رسالة مشفرة إلى وزارة الطاقة. ثم كان عليه إبلاغ رؤسائه في موسكو والمسؤولين الشيوعيين المحليين بالوضع.
نظرًا لعدم وجود مقاييس جرعات عالية المدى، واجه المسؤولون صعوبة في تحديد ما إذا كان إطلاق إشعاع قد حدث أم لا، وإذا كان الأمر كذلك، فما مقدار الإشعاع الذي تم إطلاقه. أمر بريوخانوف، بمساعدة كبير المهندسين نيكولاي فومين، المشغلين بالحفاظ على إمدادات المبرد واستعادتها، غير مدركين أن المفاعل قد دمر بالفعل. وقال له رئيس الدفاع المدني إن الإشعاع قد وصل إلى أقصى قراءة لمقياس الجرعات العسكرية وهي 200 رونتجن في الساعة. في الساعة 3:00 صباحًا، اتصل بريوخانوف بفلاديمير ف. مارين، المسؤول عن الشؤون النووية للحزب الشيوعي في منزله في موسكو للإبلاغ عن الحادث وطمأنة المسؤولين بأن الوضع تحت السيطرة. أفاد فريق الإشعاع أن المستويات كانت فقط 13 ميكرورونتجن في الساعة، وهو أمر مطمئن لكنه غير صحيح. في الساعة 5:15، ترنح دياتلوف في القبو مع تقارير التشغيل التي تظهر مستويات الطاقة ومخططات ضغط سائل التبريد. على الرغم من أنه شاهد بنفسه الأضرار التي لحقت بمبنى المفاعل، إلا أن بريوخانوف استمر في التأكيد على أن قلب المفاعل كان سليمًا حتى بعد بزوغ الفجر.

#### ما بعد الكارثة
ظل بريوخانوف مسؤولًا اسميًا عن المصنع في الأسابيع التي تلت ذلك، على الرغم من أنه ينام الآن في مخيم فيري تيل بايونير. بدأ تحقيق جنائي في يوم وقوع الحادث بقيادة سيرجي يانكوفسكي. استجوب يانكوفسكي بريوخانوف حول أسباب الحادث. بعد أن ذهب بريوخانوف في إجازة لمدة أسبوع في 22 مايو لزيارة عائلته، اتخذ مسؤولو الحزب ترتيبات لإقالته نهائيًا من منصبه كمدير لمحطة الطاقة. عاد من إجازته ليجد أنه قد أعيد تكليفه بوظيفة في المكتب الخلفي.
تم استدعاء بريوخانوف إلى موسكو وحضر اجتماعًا مضطربًا مع المكتب السياسي، في 3 يوليو، حيث تمت مناقشة أسباب الحادث. وكان من بين الحضور مصمم آر بي إم كي أناتولي أليكساندروف وإيفيم سلافسكي من وزارة بناء الآلات المتوسطة (سريدماش) وفاليري ليجاسوف من معهد كورتشاتوف. تم اتهام بريوخانوف بسوء الإدارة وأن خطأ المشغل كان السبب الرئيسي للحادث، بينما كانت عيوب تصميم المفاعل عاملاً أيضًا. كان ميخائيل غورباتشوف غاضبًا واتهم المصممين النوويين بالتستر على مشاكل خطيرة مع الصناعة النووية السوفيتية لعقود. بعد ذلك الاجتماع، تم طرد بريوخانوف من حزب الشيوعي.
عند عودته، واجه المزيد من الاستجواب من قبل المحققين. في 19 يوليو، تم نشر تفسير رسمي في وسائل الإعلام، ألقى باللوم في الكارثة بالكامل على المشغلين والإدارة المحلية. صنفت الكي جي بي الأسباب الحقيقية للحادث. عند سماع النبأ على شاشة التلفزيون، سقطت والدة بريوخانوف متأثرة بنوبة قلبية وتوفيت. تم اتهام بريوخانوف في 12 أغسطس وسجنته المخابرات السوفيتية. في البداية رفض التمثيل القانوني لأنه اعتبر الحكم محددًا مسبقًا، لكن زوجته غيرت رأيها خلال الزيارة الشهرية المسموح بها. كجزء من إجراءات الاكتشاف التي يمليها القانون، أحضر له المحققون المواد التي اكتشفوها أثناء تحقيقاتهم، والتي استخدمت في قضية ضده. عثر بريوخانوف أيضًا على رسالة كتبها أحد خبراء معهد كورتشاتوف، والتي كشفت عن عيوب التصميم الخطيرة التي تم إخفاؤها عنه وعن موظفيه لمدة 16 عامًا. في 20 يناير 1987، بعد أن ظل في عزلة لمدة ستة أسابيع، قدم مكتب المدعي العام لائحة الاتهام النهائية أمام المحكمة العليا لاتحاد الجمهوريات الاشتراكية السوفيتية. تم تصنيف جميع ملفات الأدلة الـ 48 التي تم إرسالها إلى موسكو في غاية السرية.
اتُهم فيكتور بريوخانوف بارتكاب مخالفة جسيمة لقواعد السلامة، وخلق ظروف أدت إلى انفجار، وسوء التصرف من خلال التقليل من مستويات الإشعاع بعد الحادث وإرسال الأشخاص إلى مناطق معروفة ملوثة. تم تأجيل المحاكمة من مارس 1987 لأن فومين لم يكن لائقًا عقليًا للمشاركة. بدأت المحاكمة في 6 يوليو في قصر الثقافة في مدينة تشيرنوبيل. فقط الأشخاص الذين دعتهم الدولة سُمح لهم بمشاهدة الإجراءات. كان هناك ستة مدافعين: بريوخانوف، فومين، دياتلوف، روجوزكين، كوفالينكو، لاوشكين، وثلاثة موظفين آخرين في المصنع. بالنسبة لتهم أقل من الإهمال الإداري، اعترف بريوخانوف بالذنب. وقد طعن في التهم الأكثر خطورة المتعلقة بإساءة استخدام السلطة الموجهة إليه. في شهادته، دافع عن سجل سلامة المصنع وشدد على صعوبة واجباته لكنه لم يفعل شيئًا آخر للدفاع عن نفسه. كان يعلم أن النتيجة كانت محددة سلفًا إلى حد كبير وكان له دوره. ألقى المدعى عليه الآخر فومين باللوم جزئيًا على المشغلين للانحراف عن خطة الاختبار.
أُدين الستة جميعهم وحكم على بريوخانوف بالسجن عشر سنوات كحد أقصى. تم إرساله إلى مستعمرة عقابية في دونيتسك لقضاء عقوبته.
في سبتمبر 1991، أطلق سراحه مبكرًا لحسن السلوك. بعد الإفراج عنه عمل في وزارة التجارة الدولية في كييف. عاش بريوخانوف مع زوجته في منطقة ديسنيانسكي في كييف منذ عام 1992. كان قد أمضى نصف مدة سجنه البالغة 10 سنوات.
في عام 1995، عمل بريوخانوف كموظف في شركة الطاقة الأوكرانية المملوكة للدولة (Ukrinterenergo)، المسؤول عن تصفية عواقب حادثة تشيرنوبيل. بحلول عيد ميلاده الثمانين في ديسمبر 2015، كان بريوخانوف قد تقاعد بسبب ضعف بصره، وعانى أيضًا من سكتات دماغية، تلتها سكتات دماغية ثالثة في عام 2016.
أكد بريوخانوف في مقابلات مختلفة أنه لا هو ولا موظفيه هم المسؤولون عن كارثة تشيرنوبيل، وادعى أن الحادث كان بسبب «النقص في التكنولوجيا». في حين أن التحقيق السوفيتي الأولي ألقى اللوم كله تقريبًا على المشغلين والإدارة، وجدت النتائج اللاحقة للوكالة الدولية للطاقة الذرية أن تصميم المفاعل وكيفية إبلاغ المشغلين بمعلومات السلامة كان أكثر أهمية. ومع ذلك، فقد وجد أن المشغلين قد انحرفوا عن الإجراءات التشغيلية، وقاموا بتغيير بروتوكولات الاختبار أثناء الطيران، كما قاموا بعمل «سوء تقدير»، مما يجعل العوامل البشرية عاملاً مساهماً رئيسياً.

#### وفاته
توفي بريوخانوف في كييف في 13 أكتوبر 2021، عن عمر يناهز 85 عامًا. لم يتم الإبلاغ عن سبب الوفاة الرسمي؛ كان بريوخانوف يعاني من شكل حاد من مرض باركنسون، بالإضافة إلى تعرضه لسلسلة من السكتات الدماغية في عامي 2015 و 2016.

## العائلة
- الزوجة - فالنتينا، مهندسة كهربائية، بين سنتي 1975 و1990 - كبير المهندسين بقسم الإنتاج في تشيرنوبيل، متقاعدة الآن
- الابنة - ليلي (مواليد 1961)، طبيبة أطفال، مقيمة في خيرسون
- الابن - أوليغ (مواليد 1969)، ميكانيكي أنظمة إدارة (CHP-5) الأوتوماتيكية، من كييف[4]

## الجوائز
- حائز على الجائزة الجمهورية لجمهورية أوكرانيا الاشتراكية السوفيتية (1978)
- وسام الراية الحمراء للعمل (1978)
- وسام ثورة أكتوبر (1983)
- ميداليات «للعمل الشجاع. بمناسبة الذكرى المئوية لميلاد السادس لينين» و«العامل المُخضرم»
- شهادة شرف من المجلس الأعلى لجمهورية أوكرانيا الاشتراكية السوفيتية (1980).[2]

## وسائل الإعلام
- ظهر بريوخانوف في الفيلم الوثائقي (Radiophobia).[20]
- في المسلسل القصير تشيرنوبيل، لعب كون أونيل دور فيكتور بريوخانوف.[14][21]